# NGC 45
NGC 45は、くじら座の方角にある棒渦巻銀河である。1835年11月11日にイギリスの天文学者ジョン・ハーシェルによって発見された。

## ギャラリー

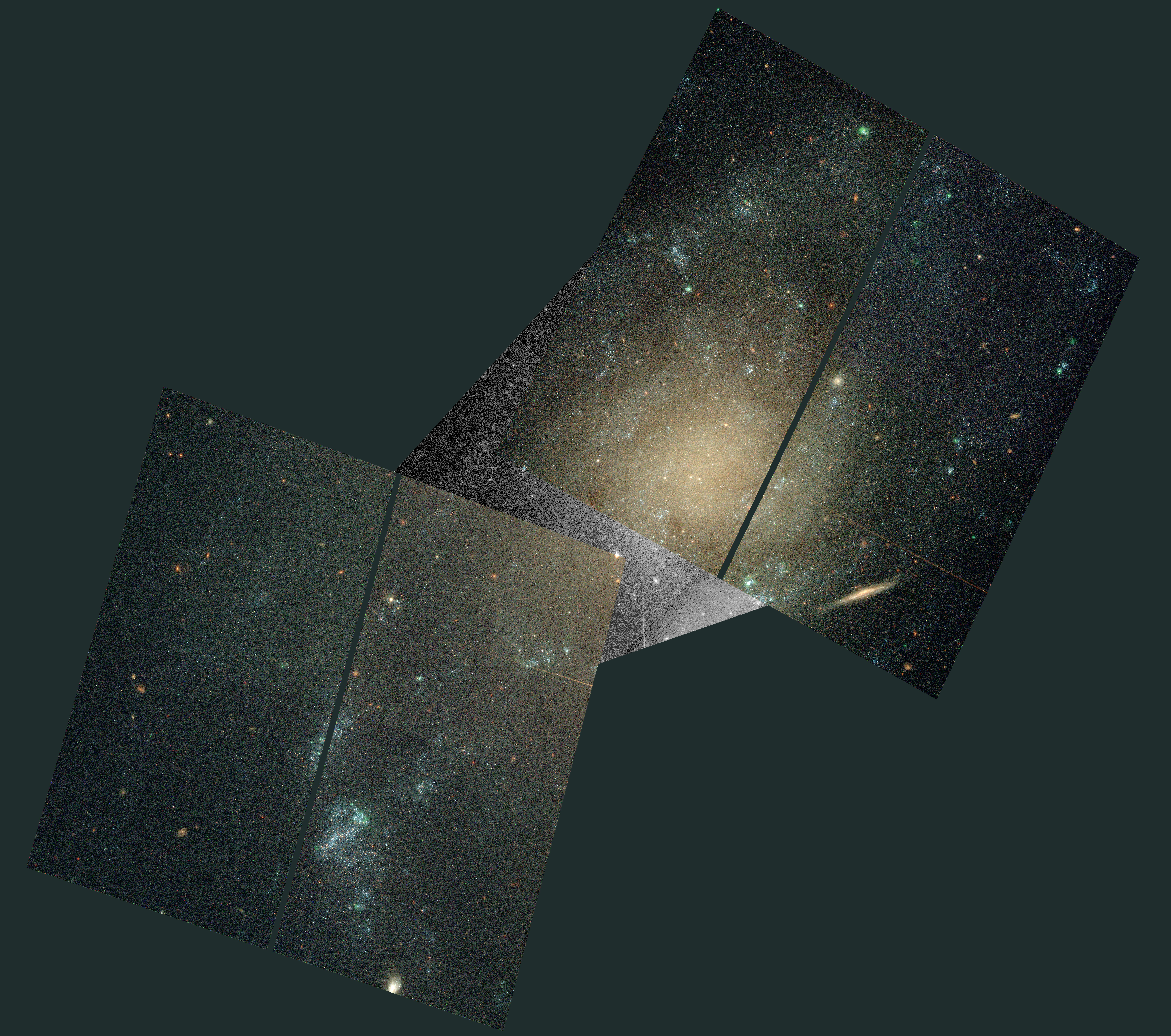
ハッブル宇宙望遠鏡の画像
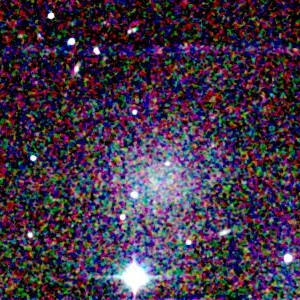
2MASS (近赤外線)